# Beyblade (anime)
Beyblade (爆転シュート　ベイブレード, Explosive Shooting Beyblade) is de eerste van drie animeseries gebaseerd op de manga Beyblade. De serie telt 51 afleveringen, en werd uitgezonden van 8 januari 2001 tot 24 december 2001.
De serie is ook in nagesynchroniseerde vorm uitgezonden in Nederland op Toonami en Fox Kids/Jetix, en in Vlaanderen op VT4.
Beyblade V-Force is het tweede seizoen van Beyblade.

## Verhaal
Het verhaal draait rondom een Beybladeteam genaamd de Bladebreakers, bestaande uit Tyson, Kai, Ray and Max. Alle vier bezitten ze een speciaal Bit-Beest, wat hun Beyblade sterker maakt. Een jongen genaamd Kenny zit ook bij het team, maar hij doet enkel dienst als hun adviseur.
Eerst wordt getoond hoe dit team tot stand komt tijdens een Japans Beybladetoernooi. Tyson, Kai, Ray en Max komen als beste spelers uit dit toernooi, en mogen daarom als team Japan vertegenwoordigen op andere toernooien.
Het eerste toernooi is in China, waar ze het op moeten nemen tegen Rays oude team: de Witte Tijgers. Deze zien Ray als verrader omdat hij nu bij de Bladebreakers zit, maar tegen het eind van het toernooi leggen ze het bij. De volgende stop is de Verenigde Staten, alwaar ze het opnemen tegen een team genaamd de All Starz. Dit toernooi is extra lastig voor Max omdat zijn moeder de coach van de All Starz blijkt te zijn.
Na het Amerikaanse toernooi wil het team naar de wereldkampioenschappen in Rusland, maar het belandt eerst in Europa. Hier vechten ze tegen de sterkste Beybladers van Europa genaamd de Majestics. Eenmaal in Rusland komt het team tegenover hun sterkste tegenstander ooit te staan: de Demolition Boys. Dit team, opgericht door de BIOVOLT Corporation, is erop uit om zo veel mogelijk Bit-Beesten van andere Beybladers te stelen. Het team staat onder leiding van Kais grootvader, Voltarie, en Boris, een crimineel meesterbrein. Kai wordt door zijn grootvader overgehaald om bij de Demolition Boys te komen, maar kiest uiteindelijk toch weer partij voor de Bladebreakers. Uiteindelijk verslaat Tyson de leider van de Demolition Boys, en wordt zo wereldkampioen.

## Muziek

### Intro/slot
Japanes
- "Fighting Spirits – Song for Beyblade" – system-B (titelsong)
- "Cheer Song" – system-B (slot)

Engels
- "Let's Beyblade" – Sick Kid featuring Lukas Rossi (titelsong)

### Achtergrondmuziek
- "All Across The Nation" – The Black Europeans
- "Never Gonna Take Me Down" – Anthony Vanderburgh
- "Let's Go Beybladers" – Krystal Band
- "Swing Low, Let It Rip" – Jason Dean
- "Heavyweight Generation Beyblade" – Jonathan Evans

## Veranderingen in de nasynchronisatie
Toen de serie werd nagesynchroniseerd voor de Amerikaanse markt, werden er wijzigingen in de serie aangebracht om het verhaal geschikter te maken voor een westers publiek:
- De kreet "Go Shoot" (wanneer een Beyblade wordt afgeschoten) werd veranderd in "Let it Rip", mogelijk om eventuele referenties naar vuurwapens te voorkomen.
- De namen van de hoofdpersonages werden veranderd naar meer Amerikaans klinkende namen.
- Vrijwel de geheel Japanse soundtrack werd vervangen door een Engelse.
- Logo’s met Japanse teksten werden veranderd in Engelse teksten.
- Twee nieuwe personages, AJ-Topper en Brad Best, werden toegevoegd aan de serie als commentators bij de Beybladewedstrijden. Omdat deze personages niet voorkomen in de Japanse versie, verschijnen ze nooit in beeld maar hoort men alleen hun stem.
- Extra scènes waarin voorafgaand aan een gevecht de strijdarena en de spelers worden getoond werden toegevoegd voor de Engelse versie.

## Afleveringen
1. The Blade Raider
2. Day of the Dragoon
3. Take it to the Max!
4. The Qualifier Begins
5. Draciel of Approval
6. Dragoon Storm
7. Thirteen Candles
8. Bladin' In The Streets
9. Showdown in Hong Kong
10. Battle in the Sky
11. Bye Bye Bit Beast
12. Adios Bladebreakers
13. Crouching Lion, Hidden Tiger
14. The Race is on!
15. Going for the Gold
16. My Enemy, My Friend
17. A Score to Settle
18. A Star is Born
19. Under the Microscope
20. It's All Relative
21. Practice Makes Perfect
22. Blading with the Stars!
23. Showdown in Vegas
24. Viva Las Vegas
25. My Way or the Highway
26. Catch a Shooting All-Star
27. The Battle of America
28. Bottom of the Ninth
29. Play It Again, Dizzi!
30. Cruising for a Bruising
31. London Calling
32. Darkness at the End of the Tunnel...
33. Last Tangle in Paris
34. Art Attack
35. When in Rome... Let It Rip!
36. Déjà Vu All Over Again
37. A Knight to Remember!
38. Olympia Challenge
39. A Majestic Battle... A Majestic Victory?
40. Hot Battle in a Cold Town
41. Out of the Past
42. Drawn to the Darkness
43. Live and Let Kai!
44. Losing Kai
45. Breaking the Ice
46. First Strike
47. A Lesson for Tyson
48. Victory in Defeat
49. A Wicked Wind Blows
50. New and Cyber-Improved…
51. Final Showdown